# Aetius decollatus
Espèce
Aetius decollatus est une espèce d'araignées aranéomorphes de la famille des Corinnidae.

## Distribution
Cette espèce se rencontre au Sri Lanka et en Inde au Kerala et au Tamil Nadu,.

## Description

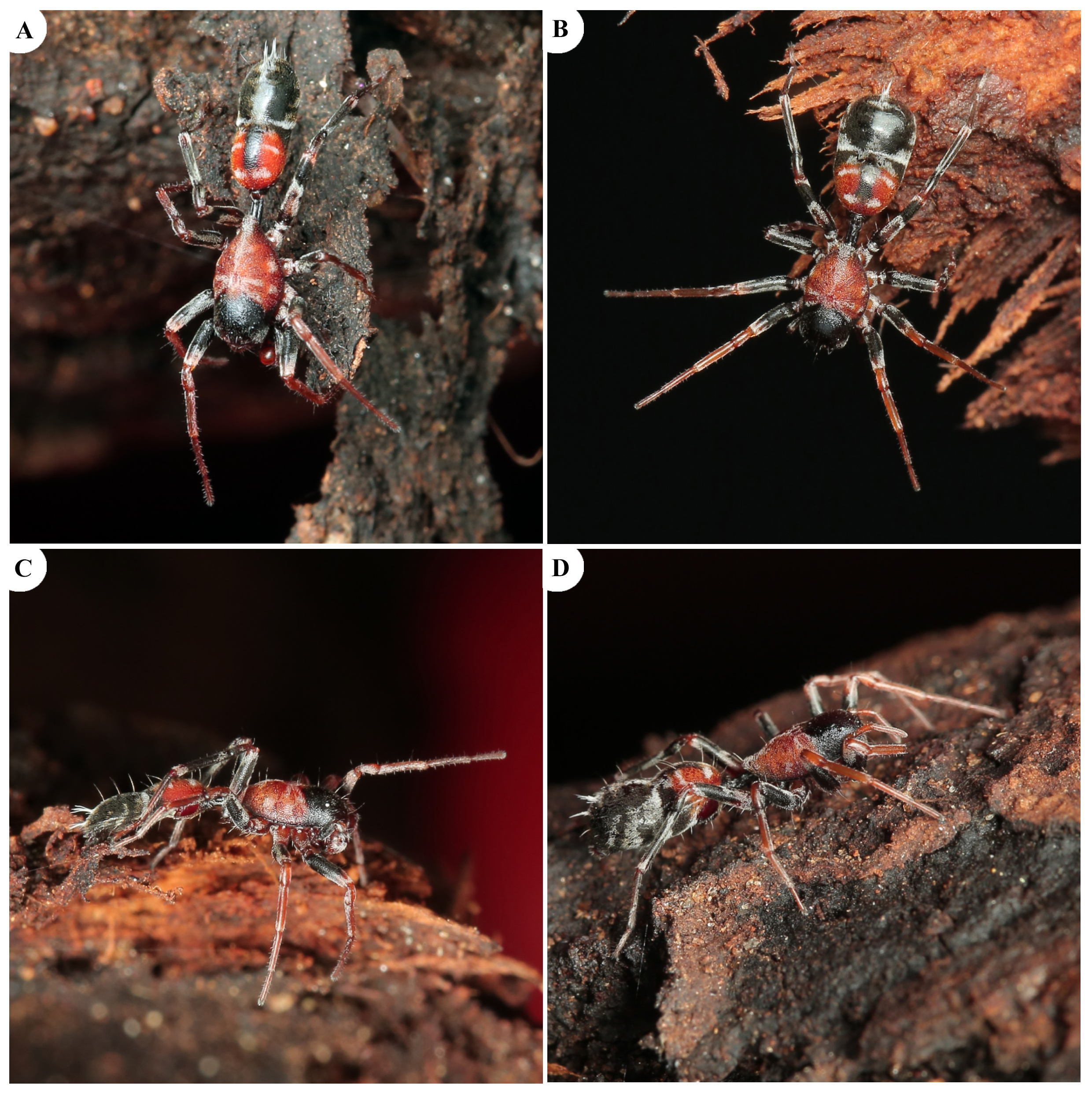
Aetius decollatus : A & C ♂ - B & D ♀

Le mâle décrit par Sudhin, Nafin, Simmons et Sudhikumar en 2016 mesure 7,30 mm et la femelle 8,83 mm, les mâles mesurent de 7,30 à 8,66 mm et les femelles de 8,33 à 8,81 mm.
C'est une araignée myrmécomorphe.

## Publication originale
- O. Pickard-Cambridge, 1897 : On some new and little-known spiders (Araneidae). Proceedings of the Zoological Society of London, vol. 1896, p. 1006-1012 (texte intégral).